# Nacionalisme econòmic
El nacionalisme econòmic és un terme usat per a descriure les polítiques que posen l'èmfasi en el control de l'economia, el treball i la formació del capital dins d'un estat fins i tot si això implica la imposició d'aranzels i altres restriccions al moviment del treball, els béns i el capital. S'oposa a la globalització en molts casoss, o com a mínim qüestiona els beneficis del lliure comerç sense restriccions. El nacionalisme econòmic pot incloure doctrines com el proteccionisme i la industrialització per substitució de les importacions.

## Exemples
Exemples d'això són el sistema america de Henry Clay el Dirigisme francès, l'ús de MITI al Japó, la politíca de l'Argentina d'aranzels i devaluació en la crisi del 2001, etc.